# Conseiller à la sécurité nationale et au renseignement auprès du premier ministre
Le conseiller à la sécurité nationale et au renseignement auprès du premier ministre (anglais : national security and intelligence advisor) est un fonctionnaire qui conseille le premier ministre du Canada sur les questions de sécurité et de renseignement. Le titulaire de ce poste est appuyé par le secrétariat du Comité des parlementaires sur la sécurité nationale et le renseignement et le personnel d'évaluation du renseignement et détient le rang de secrétaire associé au Bureau du Conseil privé  (BCP).

## Responsabilités
Le conseiller à la sécurité nationale et au renseignement a quatre responsabilités principales :
- fournir des informations, des conseils et des recommandations sur les questions de politique de sécurité et de renseignement au Premier ministre ;
- coordonner les membres de la communauté de la sécurité et du renseignement ;
- avec le sous-ministre du ministère de la Défense nationale, il est responsable devant le ministre de la Défense nationale pour le Centre de la sécurité des télécommunications; et
- superviser la fonction d'évaluation du renseignement, en particulier la production et la coordination des évaluations du renseignement pour le Premier ministre, les autres membres du Cabinet et les hauts fonctionnaires.

## Histoire
Le poste a été créé en 2005 par la vice-première ministre Anne McLellan et avait été chargé par le premier ministre Paul Martin de réorganiser le système de sécurité nationale du Canada. Elle a publié un document de politique intitulé Securing an Open Society: Canada's National Security Policy.
Daniel Jean a démissionné après avoir laissé entendre que le voyage de Justin Trudeau en Inde avait été saboté,,.
Le 8 novembre 2019, Greta Bossenmaier a pris sa retraite de la fonction publique du Canada. Le conseiller de politique étrangère et de défense David Morrison a agi dans le rôle pendant que le Cabinet Cabinet du premier ministre cherchait un remplacement permanent.
Le 22 janvier 2020, Vince Rigby a pris le poste, qui avait été pourvu par intérim depuis le départ de Bossenmaier par David Morrison.
L'ancien sous-ministre de la Défense nationale Jody Thomas a pris ses fonctions le 11 Janvier 2022.

### Anciens conseillers à la sécurité nationale
| Titulaire         | Mandat       |
| ----------------- | ------------ |
| Marie-Lucie Morin | 2008–2010    |
| Stephen Rigby     | 2010-2015    |
| Richard Fadden    | 2015–2016    |
| Daniel Jean       | 2016–2018    |
| Greta Bossenmaier | 2018–2019    |
| David Morrison    | 2019–2020    |
| Vince Rigby       | 2020–2021    |
| Jody Thomas       | 2022–present |